# Catedral de San Juan Evangelista (Salford)
La catedral de San Juan Evangelista (en inglés: Cathedral Church of St. John the Evangelist) generalmente conocida como la catedral de Salford, es una catedral católica en la ciudad de Salford en el Gran Mánchester, Inglaterra, Reino Unido. Ubicada en la calle de la capilla, Salford, no muy lejos del centro de Mánchester, es la sede del obispo de Salford y la iglesia madre de la diócesis de Salford. El estilo arquitectónico está decorado con elementos neo-góticos y la catedral es un edificio protegido grado II.
La Iglesia de San Juan de Salford, fue construida entre 1844 y 1848 con el diseño de Matthew Ellison Hadfield (1812-1885) de Weightman y Hadfield de Sheffield, por Benjamin Hollins de Mánchester. A principios de 1890, el último pago de £ 1.000 se saldó sobre la deuda original para la construcción de la catedral, que llevó a la consagración de la catedral en el mismo año por el segundo obispo de Salford, Herbert Vaughan, que luego se convertiría en cardenal arzobispo de Westminster.